# Valaki van a házadban
A Valaki van a házadban (eredeti cím: There's Someone Inside Your House) 2021-ben bemutatott amerikai slasher horrorfilm, amelyet Henry Gayden forgatókönyvéből Patrick Brice rendezett, Stephanie Perkins 2017-es, azonos című regényének adaptációjaként. A főbb szerepekben Sydney Park, Théodore Pellerin, Asjha Cooper, Jesse LaTourette és Diego Josef látható.
2018 márciusában jelentették be a filmet, és a Netflix nyilvánosságra hozta, hogy Shawn Levy és James Wan az Atomic Monster és a 21 Laps produkciós cégeken keresztül fogja elkészíteni azt. A forgatásra a rákövetkezendő évben került sor Vancouverben Jeff Cutter operatőrrel, a munkálatok 2020 augusztusában fejeződtek be. Az utómunka során a vágást Michel Aller végezte, a zenét pedig Zachary Dawes szerezte.
2021. szeptember 23-án mutatták be a Fantastic Fesztiválon, majd október 6-án került fel a Netflixre.

## Cselekmény
Makani Young Hawaiiról Nebraskába költözik nagyanyjához, befejezni a középiskolát. Ahogy elkezdődik a visszaszámlálás az érettségiig, osztálytársait egy rejtélyes gyilkos kezdi üldözi. Az egész város előtt le akarja leplezni legsötétebb titkaikat, miközben az áldozatai arcának élethű maszkját viseli. A rejtélyes múltú Makaninak és barátainak ki kell deríteniük a gyilkos kilétét, mielőtt ők maguk is áldozattá válnánnak.

## Szereplők
| Szerep                  | Színész           | Magyar hang     |
| ----------------------- | ----------------- | --------------- |
| Makani Young            | Sydney Park       | Pekár Adrienn   |
| Oliver „Ollie” Larsson  | Théodore Pellerin | Dér Zsolt       |
| Alexandra Crisp         | Asjha Cooper      | Czető Zsanett   |
| Darby                   | Jesse LaTourette  | Boldog Emese    |
| Rodrigo Doran           | Diego Josef       | Csiby Gergely   |
| Zachariah Sandford      | Dale Whibley      | Jéger Zsombor   |
| Caleb Greeley           | Burkely Duffield  | Rada Bálint     |
| Katie Koons             | Sarah Dugdale     | N/A             |
| Jackson Pace            | Markian Tarasiuk  | Czető Roland    |
| Macon Bewley            | Zane Clifford     | Baráth István   |
| Randall Brice           | William Edward    | N/A             |
| Hailey Holcomb          | Emilija Baranac   | N/A             |
| Kayla                   | Ivy Matheson      | N/A             |
| Olivia Grace            | Kayla Heller      | N/A             |
| Chris Larsson helyettes | Andrew Dunbar     | Fehér Tibor     |
| Gam                     | BJ Harrison       | Egri Márta      |
| Skipper Sandford        | William MacDonald | Várkonyi András |
| Stacy Pritchett         | Jade Falcon       | N/A             |
| Mr. Pace                | David Lewis       | N/A             |

## A film készítése
A Valaki van a házadban Stephanie Perkins 2017-es, azonos című regényének adaptációjaként készült. A Henry Gayden által jegyzett játékfilmet 2018 márciusában jelentették be: a Deadline Hollywood nyilvánosságra hozta, hogy a Netflix Shawn Levyvel és James Wannal kötött partnerséget, akik az Atomic Monster, illetve a 21 Laps cégekkel készítik el a filmet. A bejelentés idején olyan zsánerfilmek ötvözeteként jellemezték, mint a Péntek 13. és a Sikoly című slasherfilmek, valamint John Hughes Nulladik óra című felnövéstörténet-drámája, illetve George Lucas American Graffiti című rendezése. A film további producerei Dan Cohen és Michael Clear voltak.
2019 márciusában jelentették be, hogy Henry Gayden forgatókönyvéből Patrick Brice rendezi a filmet. 2019 augusztusában Sydney Park, Théodore Pellerin, Asjha Cooper, Dale Whibley, Jesse LaTourette, Burkely Duffield, Diego Josef, Zane Clifford és Sarah Dugdale csatlakozott a film szereplőgárdájához. A forgatás 2019. augusztus 22-én kezdődött a kanadai Vancouverben (Brit Columbia, Kanada), és 2019. október 12-én fejeződött be. A film további forgatási munkálatai 2020. augusztus 23-án fejeződtek be. A film elsődleges vágója Michel Aller volt, zenéjét Zachary Dawes szerezte.

## Bemutató
A film premierje a Fantastic Fesztiválon volt 2021. szeptember 23-án. Eredetileg 2021 februárjában jelent volna meg a Netflixen, de később egy meg nem határozott időpontra halasztották. 2021 augusztusában a Netflix bejelentette, hogy a film 2021. október 6-án mutatkozik be.

## Kritikai visszhang
A Rotten Tomatoes kritika-gyűjtő weboldalon, ahol a kritikákat csak pozitív vagy negatív kategóriába sorolják, 47%-ot ért el a film, 30 kritika alapján, 5,6 pontot szerezve a tízből. A weboldal kritikai konszenzusa szerint: „A szimpatikus szereplőgárda és az erős díszletek a Valaki van a házadban erős pontjai, de ezeket ellensúlyozza a kuszán félresikerült történet.”

## Fordítás
- Ez a szócikk részben vagy egészben  a   There's Someone Inside Your House (film) című angol Wikipédia-szócikk fordításán alapul.  Az eredeti cikk szerkesztőit annak laptörténete sorolja fel. Ez a jelzés csupán a megfogalmazás eredetét és a szerzői jogokat jelzi, nem szolgál a cikkben szereplő információk forrásmegjelöléseként.